# 山口真一
山口 真一（やまぐち しんいち、1986年〈昭和61年〉 - ）は、日本の経済学者。国際大学グローバル・コミュニケーション・センター（GLOCOM）准教授。専門は計量経済学。テレビ、ラジオ、ネットメディアへの出演多数。組織学会高宮賞受賞。

## 略歴
- 2005年(平成17年)　筑波大学附属駒場中学校・高等学校卒業
- 2010年(平成22年)　慶應義塾大学経済学部卒業
- 2015年(平成27年)　慶應義塾大学大学院経済学研究科博士課程修了、博士（経済学）の学位を取得[2]
- 2020年(令和2年)　国際大学グローバル・コミュニケーション・センター（GLOCOM）にて、情報社会研究グループの主任研究員/准教授に就任
- 2022年(令和4年)　国際大学グローバル・コミュニケーション・センター（GLOCOM）にて、情報社会研究グループの主幹研究員/准教授に就任[3]

## 著書
- 山口真一『ソーシャルゲームのビジネスモデル: フリーミアムの経済分析』勁草書房、2015年。ISBN 978-4326504060。
- 田中辰雄・山口真一『ネット炎上の研究』勁草書房、2016年。ISBN 978-4326504220。
- 山口真一『炎上とクチコミの経済学』朝日新聞出版、2018年。ISBN 978-4023317062。
- 小林奈穂・山口真一『智場#122特集号 創造性 - デジタル社会を生き抜くための個人と組織のクリエイティビティ』国際大学グローバル・コミュニケーション・センター、2019年。ISBN 978-4904305164。
- 山口真一,庄司昌彦,他12名『智場#123特集号 データ・エコノミーの未来: 日本の競争戦略と個人情報保護』国際大学グローバル・コミュニケーション・センター、2019年。ISBN 978-4904305171。
- 山口真一『正義を振りかざす「極端な人」の正体』光文社、2020年。ISBN 978-4334044954。